# Glaube und Schönheit

Emblema de la BDM-Werk Glaube und Schönheit.

La BDM-Werk Glaube und Schönheit (en alemán: Sociedad de Fe y Belleza para la BDM) fue una organización fundada en 1938 para servir de vínculo entre el trabajo de la Liga de Muchachas Alemanas (BDM) y la Liga Nacional Socialista de Mujeres (NFS). La membresía era voluntaria y abierta a niñas de 17 a 21 años.

## Historia
La Sociedad de Fe y Belleza se estableció en 1938 para actuar como un vínculo entre la Bund Deutscher Mädel (BDM) y la Nationalsozialistische Frauenschaft (NSF). La idea general era que las chicas deberían participar en el trabajo para toda la Volksgemeinschaft (comunidad alemana) antes de comenzar a trabajar o – idealmente –  casarse y tener hijos. 
El trabajo en la Sociedad se orientaba principalmente a preparar a las chicas para sus tareas como esposas y madres, y si bien los cursos ofrecidos iban desde el diseño de moda hasta la vida saludable, la idea general era enseñarles economía doméstica para que 'manejaran' adecuadamente sus hogares, cocinar bien para sus familias y cuidar adecuadamente a sus hijos. 

Según la Dra. Jutta Rüdiger, quien había asumido el cargo de líder de la Liga de Muchachas Alemanas en 1937: 
 La tarea de nuestra Liga de Muchachas es criar a nuestras niñas como portadoras de antorchas del mundo nacionalsocialista. Necesitamos chicas que estén en armonía entre sus cuerpos, almas y espíritus. Y necesitamos chicas que, a través de cuerpos sanos y mentes equilibradas, encarnen la belleza de la creación divina. Queremos criar niñas que crean en Alemania y en nuestro líder, y que transmitan estas creencias a sus futuros hijos. 
La organización "Fe y Belleza" fue prohibida y liquidada después de la Segunda Guerra Mundial por la Ley N°. 2 del Consejo de Control Aliado, y sus propiedades fueron confiscadas.